# Frestel
Le frestel est une flûte de Pan du Moyen Âge.
C'est là le nom médiéval d'un instrument traditionnel bien connu, répandu à travers le monde depuis les temps les plus reculés : la flûte de Pan. Il peut être formé de tubes en roseau maintenus par une ligature ou une gaine en argile, creusé dans un bloc en bois ou modelé dans l'argile.
Souvent représenté, il apparaît autant comme un instrument de musique que comme un instrument de signal.